# Jean-Marc Debonne
 (décembre 2019).
Jean-Marc Debonne, né le 20 septembre 1956 à Brest, est un médecin militaire français. Médecin général des armées, il est directeur central du Service de santé des armées du 18 octobre 2012 au 10 septembre 2017.

## Biographie

### Formation
Jean-Marc Debonne entre à l'École du service de santé des armées de Bordeaux le 2 septembre 1974. À l'issue de sa formation, il obtient un doctorat en médecine en 1981. Il entre ensuite à l'École du Pharo.

### Carrière militaire
Jean-Marc Debonne est d'abord affecté en Côte d'Ivoire, en tant que chef du service de médecine de l'hôpital d'Abengourou de 1982 à 1984. Il est ensuite nommé médecin-chef du 8e régiment de hussards à Altkirch (Haut-Rhin). En 1986, il devient médecin généraliste au centre de sélection n° 10 de Blois.
Reçu au concours de recrutement des assistants des hôpitaux de juillet 1987, il est nommé assistant en gastro-entérologie à l'hôpital d'instruction des armées Laveran de Marseille. En 1992, il effectue une opération extérieure en République centrafricaine. Après avoir été affecté un an en qualité de chef du service de gastro-entérologie en 1993 de l'Hôpital des armées Calmette de Lorient, il devient chef du service de pathologie digestive de l'hôpital d'instruction des armées Laveran le 21 novembre 1994. Il est promu au grade de médecin en chef à compter du 1er août 1995. Il obtient également l'agrégation de médecine tropicale en 1999.
Du 15 septembre 2001 au 14 septembre 2004, il est chef des services médicaux de l'hôpital principal de Dakar au Sénégal. Il reprend ensuite la tête du service de pathologie digestive de l'hôpital d'instruction des armées Laveran à partir du 15 septembre 2004. 
Jean-Marc Debonne est nommé médecin-chef (directeur) de l'hôpital d'instruction des armées Clermont-Tonnerre de Brest le 12 septembre 2007. Il est promu au grade de médecin général, avec rang et prérogatives de général de brigade, à compter du 1er janvier 2008. Il prend ensuite la direction de l'hôpital d'instruction des armées du Val-de-Grâce à Paris le 1er octobre 2009, avec élévation aux rang et prérogatives de général de division et appellation de médecin général inspecteur à la même date. Il est auditeur de la 63e session nationale « politique de défense » et de la 47e session nationale « armement et économie de défense » de l'Institut des hautes études de défense nationale pour l'année 2010-2011,. Le 1er juillet 2012, il est nommé médecin-chef (directeur) de l'hôpital d'instruction des armées Sainte-Anne de Toulon.

### Directeur central du Service de santé des armées
Trois mois seulement après avoir pris la direction de l'hôpital Sainte-Anne, Jean-Marc Debonne est nommé directeur central du Service de santé des armées le 18 octobre 2012,,. Il est élevé aux rang et appellation de médecin général des armées à la même date et succède au médecin général des armées Gérard Nédellec, directeur central de 2009 à 2012.
Il est chargé par le ministre Jean-Yves Le Drian, de concevoir et de mettre en place la restructuration du Service de santé, le modèle « SSA 2020 »,. Celui-ci se caractérise par une réduction des effectifs, une concentration des moyens, des structures médicales et des établissements de formation ainsi que par le développement des partenariats avec le milieu civil. L'effet le plus visible est la fermeture de l'hôpital d'instruction des armées du Val-de-Grâce, dont la rénovation est jugée trop coûteuse,,,. En 2020, la ministre des armées Florence Parly tente de revenir sur les effets jugés excessifs de ce plan « SSA 2020 » sur les effectifs médicaux.
Jean-Marc Debonne impulse également des partenariats avec le milieu hospitalier civil pour les huit hôpitaux militaires restants, notamment l'hôpital Desgenettes de Lyon, l'hôpital Legouest de Metz,,, l'hôpital Robert-Picqué de Bordeaux et l'hôpital Clermont-Tonnerre de Brest,. En outre, il tisse des liens avec le service de santé allemand (de), à travers l'organisation de séminaires franco-allemands et la signature de partenariats entre les hôpitaux militaires des deux pays.
Sous son commandement, le Service de santé est également engagé dans plusieurs opérations extérieures, Pamir en Afghanistan jusqu'en 2014, et, à partir de janvier 2013, Serval au Mali puis Barkhane au Sahel et Chammal au Levant. Dès sa prise de fonction, Jean-Marc Debonne se rend auprès des troupes françaises déployées en Afghanistan. Pour son action en opération extérieure, il remet à l'hôpital d'instruction des armées Percy une fourragère aux couleurs de la croix de la Valeur militaire le 30 avril 2014,. Le 11 décembre 2014, il préside une cérémonie dans la cour d'honneur de l'hôtel des Invalides et remet des citations à douze établissements du Service de santé engagés au Mali,,. 
Il se rend également auprès des militaires déployés à Dakar au Sénégal en 2014, et à Djibouti en mai 2016.
Il quitte la direction du Service de santé le 10 septembre 2017, après avoir fait ses adieux aux armes le 6 septembre 2017 au cours d'une cérémonie dans la cour d'honneur du Val-de-Grâce, en présence de l'amiral Philippe Coindreau, major général des armées. Le médecin général des armées Maryline Gygax Généro lui succède à la direction du Service de santé.
Jean-Marc Debonne est ensuite nommé conseiller maître en service extraordinaire à la Cour des comptes,,. Il quitte la Cour trois mois plus tard, dès le 31 janvier 2018,.

## Grades militaires
- 1er août 1995 : médecin en chef[a].
- 1er octobre 2005 : médecin chef des services de classe normale [k],[l].
- 1er janvier 2008 : médecin général (avec rang et prérogatives de général de brigade)[c].
- 1er juin 2009 : médecin chef des services hors classe[m].
- 1er octobre 2009 : médecin général inspecteur (avec rang et prérogatives de général de division)[d].
- 18 octobre 2012 : médecin général des armées (avec rang et prérogatives de général de corps d'armée)[h].

## Décorations
|  |  |  |
|  |  |  |

### Intitulés
- Commandeur de la Légion d'honneur en 2017[n] (officier en 2012[o], chevalier en 2000[p]).
- Commandeur de l'ordre national du Mérite en 2014[q] (officier en 2008[r], chevalier en 1996[s]).
- Chevalier de l'ordre des Palmes académiques.
- Commandeur de l'ordre national du Lion du Sénégal(Sénégal, 2014[2]).
- Commandeur de l'ordre pro Merito Melitensi (ordre souverain de Malte).
- Chevalier de l'ordre de la reconnaissance centrafricaine (Centrafrique).

- Caporal d'honneur de la Légion étrangère.